# كيث والاس
كيث والاس (بالإنجليزية: Keith Wallace)‏ (29 مارس 1961 – 4 يناير 2000) هو ملاكم من المملكة المتحدة راحل، مثّل بلاده في الألعاب الأولمبية الصيفية 1980.

## روابط خارجية
كيث والاس على موقع بوكس ريك (الإنجليزية) (registration required)
- كيث والاس على موقع أوليمبيديا (الإنجليزية)
- كيث والاس على موقع اللجنة الأولمبية البريطانية (الإنجليزية)